# 탈로스 (영화)
탈로스(Talos The Mummy, Tale Of The Mummy)는 미국에서 제작된 러셀 멀케이 감독의 1998년 모험, 판타지, 공포, SF 영화이다. 제이슨 스콧 리 등이 주연으로 출연하였고 다니엘 슬라덱 등이 제작에 참여하였다.

## 출연

### 주연
- 제이슨 스콧 리
- 루이스 롬바드

### 조연
- 숀 퍼트위
- 리셋 안소니
- 마이클 러너
- 잭 데이븐포트
- 호노 블래크먼
- 크리스토퍼 리

## 제작진
- 붐오퍼레이터: 마크 엥겔스
- 미술: 브라이스 웜슬리
- 특수효과: 윌리엄 메사
- 특수효과: 로버트 커츠먼
- 의상: 신시아 듀몬트
- 배역: 수 존스
- 배역: 제레미 짐머만